# Kepler-47

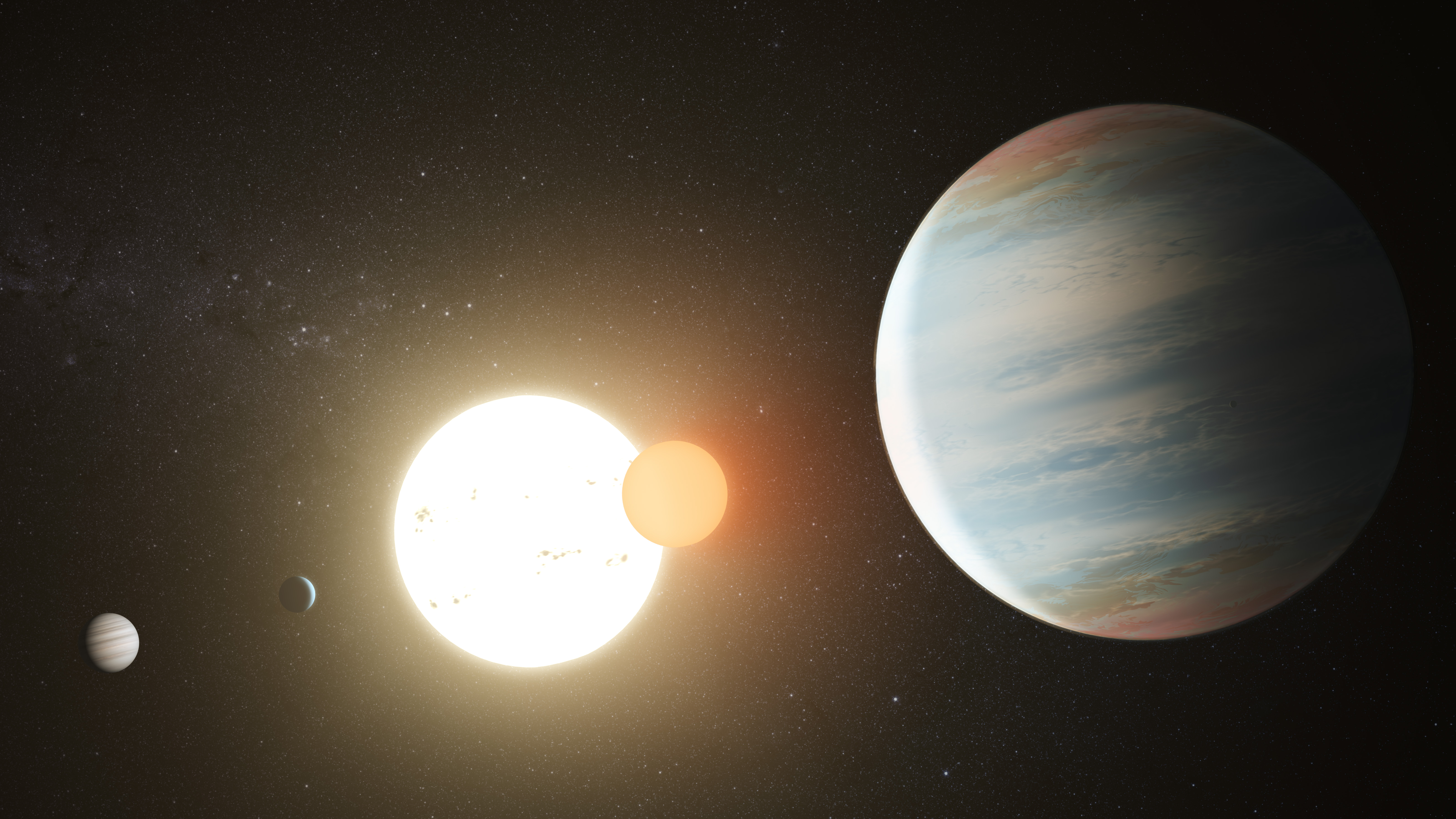

Kepler-47 é um sistema binário de estrelas com pelo menos 3 planetas em órbita ao redor de um par de estrelas localizada a aproximadamente 5000 anos-luz da terra. Os dois primeiros planetas anunciados são chamados de Kepler-47b e Kepler-47c. Kepler 47 é o primeiro sistema multi-planetário circubinário descoberto pela missão Kepler. O mais distante dos planetas é gigante e composto por gás orbitando a zona habitável das estrelas. Pelo fato de a maioria das estrelas serem binárias, o descobrimento desse sistema multi-planetário pode criar muitas teorias impactantes sobre a formação dos planetas.
Um grupo de cientistas da NASA e Tel-Aviv University em Israel descobriram o sistema através do observatório espacial da NASA Kelpler em 2012. Em novembro de 2013, pela confirmação do terceiro planeta, Kepler-47d foi anunciado, com uma órbita menor que Kepler-47c.